# 川島得愛
川島得愛（日语：／ Kawashima Tokuyoshi，1973年2月8日—），出身於東京都的男性配音员，81 Produce所属。

## 生平经历
代代木动画学院东京分校毕业。其同校后辈包括鹿糠光明。
据2002年森川智之透露，其因观看《宇宙骑士铁甲人Blade》中的D-Boy角色而立志成为声优。
自1994年起加入中尾隆圣・关俊彦主导的Dramatic Company剧团。

## 人物简介
音域横跨A♭ - F♯。
活跃于动画、外语片配音等领域，在多部作品中担任主要角色。
业余爱好包括电子游戏、麻将，特长羽毛球。

## 配音作品

### 電視動畫
1996年
- 皇家雙妹嘜（高田康則）

1997年
- 皇家雙妹嘜（警察C）
- 四驅兄弟（FOX3 / ウラジミール・イワノビッチ・コーチン）
- 科幻特攻（ジョセフィーヌ、ローレンス・ヤマダ、安田）
- 神奇寶貝無印版（不良訓練師C、龐克暴走族、調查隊員）

1998年
- 幸運女神 小不隆咚便利多多（武裝老鼠、主持人 其他）
- 男女蹺蹺板（同學們、男學生A、男學生B、廣播）

1999年
- 鋼鐵天使（研究員）
- 封神演義 仙界傳（鄂崇禹、張桂芳 等）

2000年
- 櫻花大戰TV版（族人）
- 哈姆太郎（優先生、裕二）
- 麻辣教師GTO（男子）

2001年
- 狂砂小子（男子）
- 電腦冒險記（美洲豹王、櫻庭博士、廣播）
- NOIR（海因茲、游擊隊A）

2002年
- 麵包超人（茶壺君）
- 幽浮寶貝（月島）
- 洛克人EXE系列（銀行職員、光祐一朗、01號）

2003年
- 魔法少年賈修（加利翁特）
- 萊姆色戰奇譚（木棉的哥哥）

2004年
- 學園愛麗絲（今井昂）
- 爆裂天使（學生B）
- 異域天使（查理）
- 馳風競艇王（波多野憲二）

2005年
- 艾瑪（威廉·瓊斯）
- 玻璃假面（細川悟）
- 火影忍者（地蜂）
- 蜂蜜幸運草（松本一平）
- 棒球大聯盟（早乙女武士、教練、岩井）
- 雪之女王（維羅慕的兒子）

2006年
- 幸運女神 各自的羽翼（三和）
- 驅魔少年（馬魯克）
- 工作狂人（古川）
- 天保異聞 妖奇士（小笠原放三郎）
- 抓猴啦第二季（小猴布魯）

2007年
- 大江戶火箭（赤井西之介）
- 怪物王女（歇魯）
- 偶像宣言（寶富社長）
- 地球防衛少年（多多良惣二）
- 神奇寶貝鑽石&珍珠（一男）
- 流星洛克人系列（烏魯夫）
- 灣岸競速（相澤洸一）
- 地上最強新娘（白衣人）

2008年
- 狼與香辛料（關係人、追兵）
- 今日大魔王第3季（基連霍爾）
- 楚楚可憐超能少女組（米月）
- 出包王女（君雄）
- 二十面相少女（黑崎）
- 無限之住人（淺野虎嚴）
- 記憶女神的女兒們（多島桂）
- 心電感應少女蘭（墨田）

2009年
- 元素猎人（皮耶魯）
- 銀魂（阿廣／地愚藏）
- KERORO軍曹（電話男）
- 戀愛班長（雨宮社長）

2010年
- 刀語（飛驒鷹比等）
- 心靈偵探 八雲（石井雄太郎）
- 爆漫王。（秋人的父親）
- 少年犯之七人（則松康郎）

2011年
- 閃電十一人GO（千宮路大悟）
- SKET DANCE（吉村）
- 丹特丽安的书架（馬丁‧奇斯）
- 花牌情緣（安田）
- 戰國鬼才傳（細川忠興）

2012年
- 白熊咖啡廳（林厘太郎／厘厘、國王企鵝男）
- 謎樣女友X（樁的父親）
- 火影忍者疾風傳（濡井）
- 新獵人（華石鬥郎）

2013年
- 宇宙兄弟（羅納德·庫柏）
- 鋼彈創戰者（伊織武）
- 銀之匙（白石老師）
- 聖鬥士星矢Ω（奇塔魯法）
- 名偵探柯南（小木和幸）
- 团地友夫（島田的兒子）

2014年
- Soul Eater Not!（刑警）

2015年
- Go！Princess 光之美少女（希望王國國王）

2016年
- 小松先生（石油王）
- JoJo的奇妙冒險 不滅鑽石 （页面存档备份，存于）（托尼歐‧托拉薩迪）
- 我的英雄學院（塚內直正）
- 魯邦三世 PART IV（馬力歐）

2017年
- 小魔女學園（主持人）
- 廢天使加百列（撒塔妮亞父）
- 我的英雄學院 第2期（塚內直正）
- 黑色推銷員NEW（磯部錦一）
- THE REFLECTION（男性主持人）
- 血界戰線 & BEYOND（托比·马克拉克兰）

2018年
- 我的英雄學院 第3期（塚內直正）
- 銀河英雄傳說 Die Neue These 邂逅（亞列克斯·卡介倫）

2020年
- 巴比倫（丹·凱利）
- 我的英雄學院 第4期（塚內直正）
- 昨日之歌（晴的父親）

2021年
- ICHU偶像进行曲（塞巴斯欽）
- 憂國的莫里亞蒂（薩克·派特森）
- 我的英雄學院 第5期（塚內直正）
- 蠟筆小新（王子）
- 勇者鬥惡龍 達伊的大冒險（布羅克）
- 世界頂尖的暗殺者轉生為異世界貴族（溫考爾）

2022年
- 王者天下4（樊琉期）
- 我的英雄學院 第6期（塚內直正）

2023年
- 神奇柑仔店（吉田健司）
- 寶可夢 地平線（亞歷克斯）
- 米奇與達利 惡童物語（一条瑛[11]）
- B-PROJECT～熱烈*Lovecall～（時光真大）
- 魔法使的新娘 SEASON2（當主）

2024年
- ONE PIECE（畢達哥拉斯[12]）
- 最強肉盾的迷宮攻略～擁有稀少技能體力9999的肉盾，被勇者隊伍辭退了～（代官）
- 隔壁的妖怪鄰居（西谷千彰[13]））
- 我的英雄學院 第7期（塚內直正）
- 聲優廣播的幕前幕後（杉下）

2025年
- 不幸職業【鑑定士】其實是最強的（父親）
- 正義使者 -我的英雄學院之非法英雄-（塚內直正[14]）
- 安妮·雪利（羅耶爾·嘉德納[15]）

### OVA
2017年
- 鬼平～那個男人，長谷川平藏～（忠助）

### 網路動畫
2017年
- 寶可夢世代（阿克羅瑪）

### 劇場版動畫
2010年
- 你看起來很好吃（萊特）

2018年
- 名偵探柯南：零的執行人（日下部誠）

### 遊戲
2016年
- 白猫テニス（アルティメット）

### 吹替
電視/電影
- 神秘博士（第十一任博士）

## 外部連結
- 81 Produce公式官網的聲優簡介 （页面存档备份，存于） （日語）
- 川島得愛的X（前Twitter） （日語）